# Шляхов, Эль Наумович
Эль Наумович Шляхов (англ. Elie Shlyakhov; 8 февраля 1920, Кишинёв — 28 июля 2005, Нетания) — молдавский советский и израильский учёный-медик (эпидемиолог, иммунолог, патофизиолог и инфекционист). Доктор медицинских наук (1966), профессор (1966), заслуженный деятель науки Молдавской ССР (1967).

## Биография
Эль Шляхов родился в 1920 году в Кишинёве (тогда в составе румынской провинции Бессарабия) в семье фармацевта Нухима Кельмановича Шляхова и Соси Бенционовны Мейльман. В 1938 году окончил румынский лицей Александра Донича там же. В 1938—1940 годах обучался на медицинском факультете в Бухарестском университете, а после присоединения Бессарабии к СССР продолжил обучение в Одесском университете (1940—1941), затем до 1942 года — в Ташкентском медицинском институте. В 1942—1945 годах работал дерматовенерологом, затем эпидемиологом и инфекционистом в Каракалпакской АССР. В 1945 году вернулся в Кишинёв, до 1950 года работал заместителем начальника санитарно-эпидемиологического управления при Министерстве здравоохранения Молдавской ССР. В 1950 году защитил кандидатскую диссертацию по эпидемиологии сибирской язвы на территории Молдавии.
С 1950 года — заведующий отделом эпидемиологии научно-исследовательского института эпидемиологии, микробиологии и гигиены Молдавской ССР, с 1965 года — заместитель директора института по научной работе. Руководитель научно-методического центра по сибирской язве при Министерстве заравоохранения СССР. В 1974—1990 годах — заведующий кафедрой эпидемиологии Кишинёвского медицинского института. С 1990 года жил в Израиле, работал в отделении инфекционных болезней Медицинского центра имени Хаима Шеба в Тель-хаШомер, продолжил научную деятельность.
Основные труды Эля Шляхова — в области зооантропонозов, патогенеза, лабораторной диагностики и иммунологии сибирской язвы (под его руководством был разработан антраксин для кожной диагностики этого заболевания, 1957 и 1962; разработанная Шляховым методика производства антраксина была рекомендована Всемирной организацией здравоохранения), профилактики внутрибольничных инфекций, вакцинологии, патогенеза гепатитов A и B.
Эль Шляхов — автор многократно переиздававшегося справочника «Практическая эпидемиология» (1974—1991, издан также на французском языке в переводе автора, 1985), практического пособия по иммунологии и нескольких монографий.

## Семья
Жена — Циля Мироновна Шляхова (род. 1920), эпидемиолог, автор научных трудов. Сын Андрей (род. 1957).

## Монографии
- Методические указания по эпидемиологическому обследованию. Кишинёв: Молдавский НИИ эпидемиологии, микробиологии и гигиены, 1952. — 34 с.
- Полиомиелит и его предупреждение (Детский спинно-мозговой паралич), совместно с М. Я. Гехтманом. Кишинёв: Госиздат Молдавии, 1956.
- Эпидемиология, диагностика и профилактика сибирской язвы. Кишинёв: Госиздат, 1960.
- Заразные болезни, передающиеся от животных человеку (с Ц. М. Шляховой). Кишинёв: Картя молдовеняскэ, 1962. — 51 с.
- Сибиреязвенная аллергия. Кишинёв: Картя молдовеняскэ, 1968. — 188 с.
- Методы исследований в эпидемиологии (с К. Г. Васильевым). Кишинёв: Картя молдовеняскэ, 1971.
- Ликвидация очагов бруцеллёза (с Л. П. Андриеш). Кишинёв: Штиинца, 1972. — 162 с.
- Эпидемиологический эффект массовой вакцинации против кори (с М. А. Барабаш). Кишинёв: Штиинца, 1973. — 196 с.
- Практическая эпидемиология. Кишинёв: Штиинца, 1974. Дополненные переиздания — там же, 1981, 1983, 1986 и 1991.
- Сибирская язва (очерки эпидемиологии, лабораторной диагностики и профилактики, с Е. В. Груз и В. И. Присакарь). Кишинёв: Штиинца, 1975.
- Гигиенические и аллергологические исследования в шёлкоткацком производстве (с соавторами). Кишинёв: Штиинца, 1977.
- Иммунология, иммунодиагностика, иммунопрофилактика инфекционных болезней (справочник). Кишинёв: Картя молдовеняскэ, 1977.
- Научные основы эпидемиологии (с Г. Н. Обрежей). Кишинёв: Штиинца, 1978.
- Противоэпидемические мероприятия на врачебном участке (с М. А. Барабаш). Кишинёв: Штиинца, 1979.
- Справочник по лабораторной диагностике зооантропонозов (с Л. П. Андриеш и Е. В. Груз). Кишинёв: Картя молдовеняскэ, 1979. — 280 с.
- Клинико-эпидемиологическая характеристика, лабораторная диагностика и первичные противоэпидемические мероприятия при важнейших инфекционных болезнях (с Г. Н. Обрежей и  М. В. Магдей). Кишинёв: Штиинца, 1983.  — 56 с.
- Стимуляция поствакцинального процесса (на примере иммунизации против сибирской язвы, с В. Ф. Кику). Кишинёв: Штиинца, 1984.
- Иммунология (справочник, с Л. П. Андриеш). Кишинёв: Штиинца, 1985.
- Epidemiologie pratique (перевод автора). Лион: Fondation Marcel Merieux, 1985. — 696 с.[8]
- Эпидемиологический надзор при сибирской язве (с В. И. Присакарь). Кишинёв: Штиинца, 1989.

## Под редакцией Э. Н. Шляхова
- Антракс: вопросы иммунологии, клиники и лабораторной диагностики. Кишинёв: Картя молдовеняскэ, 1964.
- Вопросы иммунопрофилактики и иммунодиагностики. Кишинёв: Тимпул, 1970.
- Вопросы эпидемиологии, микробиологии и инфекционной патологии. Кишинёв: Картя молдовеняскэ, том I — 1973, том II — 1974.
- Иммунодиагностика и специфическая профилактика инфекционных болезней. Кишинёв: Штиинца, 1975.

## Статьи
- Shlyakhov E, Shoenfeld Y, Gilburd B, Rubinstein E. Evaluation of Bacillus anthracis extractable antigen for testing anthrax immunity. Clin Microbiol Infect. 2004 May;10(5):421—424.
- Shlyakhov E, Segev S, Rubinstein E. Main viral diseases with in utero transmission of pathogen during pregnancy: epidemiology, pathological features and outcome. Acta Obstet Gynecol Scand. 1998 Oct;77(9):875—882.
- Shlyakhov E, Rubinstein E, Novikov I. Anthrax post-vaccinal cell-mediated immunity in humans: kinetics pattern. Vaccine. 1997 Apr-May;15(6-7):631—636.
- Shlyakhov E, Rubinstein E. Evaluation of the anthraxin skin test for diagnosis of acute and past human anthrax. Eur J Clin Microbiol Infect Dis. 1996 Mar;15(3):242—245.
- Shlyakhov E, Rubinstein E. Anthraxin skin testing: an alternative method for anthrax vaccine and post-vaccinal immunity assessment. Zentralbl Veterinarmed B. 1996 Oct;43(8):483—488.
- Shlyakhov E, Rubinstein E. Rapid bioassay for detection of Bacillus anthracis in mice. Zentralbl Veterinarmed B. 1995 Aug;42(6):361—368.